# Вілліс Керріер
Вілліс Хевіленд Керріер (англ. Willis Haviland Carrier; 26 листопада 1876 — 7 листопада 1950) — американський інженер, винахідник (автор близько 80-ти винаходів), доктор інженерних наук, автор підручників та методик інженерних розрахунків у галузі технологій кліматизації та кондиціонування, створив перший кондиціонер, першу холодильну машину (чіллер), перший автомобільний кондиціонер. Його часто називають «батьком сучасного кондиціонування».

## Біографічні дані

### Молоді роки
Вілліс Керріер народився 26 листопада 1876 року в сільській місцевості Ангола неподалік від Нью-Йорка у сім'ї Дюане Вільямса Керріера (англ. Duane Williams Carrier; 1836—1908) та Елізабет Р. Гавіланд (англ. Elizabeth R. Haviland; 1845—1888). Величезну роль у вихованні Вілліса зіграла його мати-квакерка. Вона не терпіла неробства, так що підручники і мудрі книжки стали чи не єдиною дозволеною розвагою Вілліса. Батько-фермер, всіляко заохочував інтерес сина до природознавства, прищепив йому з дитинства любов до праці. Він нерідко залучав його до ремонту нехитрого сільськогосподарського реманенту. Разом вони споруджували примітивні холодильники для зберігання м'яса. Разом розробляли вентиляційні системи для корівників. Разом креслили на піску нові схеми укладання стіжків, що дозволяли б уберегти сіно від гниття за рахунок забезпечення оптимальної циркуляції повітря.
Вілліс блискуче закінчив середню школу і як вундеркінд, що подавав великі надії, на пільгових умовах був зарахований на навчання до Корнелльського університету в Ітаці, штат Нью-Йорк. Він отримував стипендію, але цього заледве вистарчало на оплату житла та харчування. Щоб підзаробити, Вілліс косив траву на галявинах, працював кочегаром та підробляв у ним же організованій студентській пральні.

### «Buffalo Forge»
У 1901 році Керріер здобув ступінь магістра (доктора) інженерних наук і влаштувався у компанію «Buffalo Forge» у новостворений відділ експериментальної інженерії. Йому доручили розроблення нагрівальних систем для сушіння пиломатеріалів та кави. Системи було розроблено у стислі терміни. Компанія «Buffalo Forge» зекономила на них $40 тис. й потратила частину цих коштів на фінансування подальших розробок Вілліса Керріера.
17 липня 1902 року в Баффало (штат Нью-Йорк) реалізував для бруклінської типографії фірми «Sackett-Wilhelms Litographing and Publishing Company of Brooklyn» проект першого кондиціонера повітря, принципова схема якого дозволяла контролювати вологість і температуру повітря у приміщенні друкарського цеху.
Патент на «Пристрій для обробки повітря» (англ. Apparatus for Treating Air) отримав 2 січня 1906 року. Це був перший у світі патент на обладнання для кондиціювання повітря, принцип роботи якого базувався на розпилюванні води як холодоагента у форсунковій зрошувальній камері. Він призначався для підігріву зі зволоженням чи охолодження з осушенням повітря у теплообміннику через нагрівання води для виконання першої функції та охолодження її для виконання другої.
Незабаром була сформульоване означення поняття «кліматизація», що є чинним й сьогодні, і яке стверджує, що така система повинна взяти на себе виконання 4-х базових функцій:
- підтримування заданої температури повітря;
- підтримування заданої вологості повітря;
- очищення повітря;
- забезпечувати необхідне розподілення повітря у приміщенні та його вентиляцію.

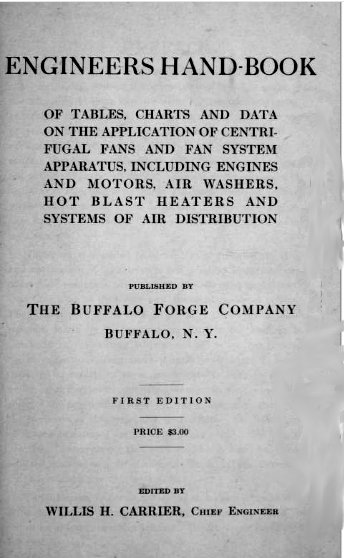
Посібник для інженерів з кондиціювання, виданий компанією «Buffalo Forge Co.» за редакцією Вілліса Карріера (1914)

У 1905 році Керріер почав працювати над створенням каталогу виробів підприємства «Buffalo Forge» разом з довідником для інженерів, що містив результати і його досліджень, інформацію з основ психрометрії та психрометричну діаграму (згодом вона отримала назву «діаграма Керріера»). У 1911 Керріер опублікував оброблені результати своїх досліджень у документі «Rational Psychrometric Formulae», який було перекладено багатьма мовами і став відомий як «Велика карта психометрики» (англ. Magna Carta of Psychrometrics) та ліг в основу проектних розрахунків у галузі кондиціювання повітря у всьому світі . Через три роки Віллісом Керріером було видано перший посібник для інженерів з кондиціювання. Крім інформації про психометричні зміни у повітрі, в посібнику містився детальний опис методу розрахунку лінійних і локальних втрат тиску у вентиляційних каналах. Ці методики є актуальними і через сто років після їх створення.
У 1907 році від «Buffalo Forge» було відокремлено незалежний підрозділ, який займався лише питаннями кліматизації. Нова дочірня компанія отримала назву «Carrier Air Conditioning Company», і повністю належала компанії «Buffalo Forge». Однак, початок Першої світової війни у 1914 році спричинив зміну виробничого профілю багатьох підприємств, включаючи і «Buffalo Forge Co.», яка закрила підрозділ кондиціювання повітря. Через декілька років зникла і сама компанія.

### Компанія «Carrier Engineering Corporation»
26 червня 1915 року в Нью-Йорку було засновано нову компанію «Carrier Engineering Corporation». Крім Вілліса Керріера, її власниками були: Дж. Ірвін Лайл, Едвард Т. Мерфі, Л. Логан Льюїс, Ернест Т. Лайл, Альфред Е. Стейсі молодший та Едмунд П. Гакет.
У 1915 році Керріер проводив дослідження щодо зміни стану зволоженого повітря, результати якого дозволили зменшити обсяги подачі повітря у приміщення, і тим самим зменшити інвестиційні та експлуатаційні витрати на системи кондиціонування повітря, в тому ж році почались дослідження роботи чилерів (охолоджувачів води), що тривали до 1920 року. В результаті дослідження було встановлено, що обладнання, яке тоді використовувалося вимагало спеціалізованого сервісу і було технологічно відсталим. В інших галузях промисловості почали відмовлятись від використання поршневих агрегатів на користь відцентрових насосів (простих або турбінних). Ще однією проблемою було використання аміаку як холодоагента, який є токсичним та небезпечним для використання.
У 1920 році було прийнято рішення про освоєння виробництва нової конструкції холодильного агрегату на основі нового холодоагенту та відцентрового компресора з прямим приводом. Єдиний холодоагент, який відповідав обраним конструктивним характеристикам — нетоксичність, неактивність до металів, температура кипіння 55 °C тощо — був діхлоретен C2H2Cl2, що вироблявся лише в Німеччині.
З ідеєю створення нового виду холодильного обладнання постала додаткова проблема — потреба фінансування виробництва цього обладнання. Через зростання витрат на придбання нового агрегату, у січні 1921 року на щорічній нараді було вирішено запустити власне виробництво. До цих пір компанія «Carrier Engineering Corp.» займалася проектуванням і монтажем установок — з використанням апаратури виробництва інших компаній. У зв'язку з цими рішеннями, у березні 1921 року, компанія «Carrier Engineering Corp.» перенесла свою штаб-квартиру до Ньюарка, штат Нью-Джерсі, де передбачалося налагодити виробництво обладнання. Незабаром після цього були подані патентні заявки на технічні рішення, які використовуватимуться в новому холодильному блоці. Відцентровий компресор для нового агрегату у 1922 році постачався німецькою компанією «C.H. Jaeger & Company» з Лейпцига. У той же час, Вілліс Керрієр відкрив представництво в Англії. 22 травня 1922 року було представлено нову холодильну установку з відцентровим компресором. У наступному році першу холодильну установку на базі нового типу обладнання уже було змонтовано та уведено в дію.
У 1925 році компанія встановила кліматичне обладнання для приміщення «Театру Ріволі» у Нью-Йорку. Воно стало першим громадським приміщенням Нью-Йорка, оснащеним кондиціонером. Відкриття театру широко рекламувалось, і успіх проекту спричинив стрімкий попит на встановлення систем кондиціонування повітря в кінотеатрах, які до того часу не працювали під час літньої спеки. Установки в кінотеатрах базувалися на нових системах розподілу повітря: в одних рішеннях, у випадку більших приміщень, охолоджене повітря подавалось згори, а відбиралось знизу, в інших рішеннях, для невеликих зал, під стелею встановлювались розпилювальні сопла (патент 1927 р.). У тому ж 1925 році введена в експлуатацію установка для заморожування льодового покриття в хокейному палаці у «Madison Square Garden» в Нью-Йорку. Інсталяція також базувалася на агрегаті з відцентровим компресором.
Через рік компанія «Carrier» запатентувала новий холодоносій «Carrier I», що дозволило збільшити ефективність роботи вдвічі при такому ж розмірі агрегату, а через два роки була створена нова філія компанії, яка займається виключно виробництвом стандартного обладнання (тобто не на замовлення, як це було до того часу), дешевше, призначені для невеликих об'єктів (наприклад, помешкань). Цей підрозділ був одним з основних факторів здійснення мрій і прагнень Керріера — забезпечення кондиціювання, доступного кожному. У 1930 році «Carrier Engineering Corporation» запатентувала першу систему кондиціювання на пасажирському судні та у залізничному вагоні.

### Компанія «Carrier Corporation»
У 1930 році відбулося об'єднання «Carrier Engineering Corporation» з підприємствами «Brunswick-Kroeschell Company» та «Vork Heating & Ventilation Corporation». Нова корпорація отримала назву «Carrier Corporation» і перемістилась до Сірак'юс, штат Нью-Йорк. Корпорація також відкрила своє відділення в Японії. У 1930-х роках Вілліс Керрієр, на додачу до питань кондиціонування повітря в автомобілях, також займався проблемою кондиціонування повітря в багатоповерхових офісних та готельних будівлях. Результатом його досліджень була конструкція із встановленням (1939) нагрівачів та охолоджувачів з підвіконним розташуванням та індивідуальним керуванням. Система, що отримала назву «Conduit Weathermaster», була встановлена у Пентагоні та готелі «Statler» у Вашингтоні.
Під час Другої світової війни підприємство Керріера працювало на потреби військової промисловості (один з видів продукції підприємства — система «Redgehog» для скидання глибинних бомб) а також виконало встановлення кліматичної системи аеродинамічного тунелю для досліджень прототипів літаків. На ті часи це була найбільша кліматична установка у світі, площа поперечного перерізу тунелю становила 180 м², а повітря (з подаванням сотень тисяч м³/год) повинно було охолоджуватись до –50 °C (умови, наближені до умов польотів на великих висотах). Устаткування проектувалось і конструювалось протягом 4-х років і 24 квітня 1944 систему здано в експлуатацію. Це був останній авторський проект Вілліса Керріера, котрий після закінчення війни пішов на пенсію.
Підприємство, засноване Керріером, існує і далі і станом на 2018 рік має представництва у 172 країнах та поставляє свою продукцію у 140 країн світу.
Вілліс Керріер помер 7 листопада 1950 року у Нью-Йорку. Похований на кладовищі «Forest Lawn Cemetery» (76/15) у Баффало (штат Нью-Йорк).